# سینگونیوم
سینگونیوم (نام علمی: Syngonium) نام یک سرده از تیره گل‌شیپوریان است.

## شکل برگها
برگها نیزه‌ای‌شکل‌اند. در ناحیه دم‌برگ در برگ‌ها بریدگی ایجاد می‌شود و به گوشواره شباهت پیدا می‌کنند. در بعضی از گونه‌ها رگ‌برگ‌ها نمایان هستند.

## فرم ساقه
سینگونیوم گیاهی است بالارونده. ساقه‌هایش رشد زیادی می‌کنند و از در و دیوار بالا می‌روند.
با حذف قسمت‌های بالایی ساقه‌ها می‌توان گیاه را طوری تربیت کرد که رشد جانبی بیشتری داشته باشد.
لازم است برای سینگونیوم‌هایی که به صورت بالارونده تربیت می‌شوند، قیّم تهیه کنید. چون ساقه‌ها نرم هستند، باید به قیم بسته شوند، تا دچار شکستگی نشوند.
اگر ساقه سینگونیوم با محل مرطوب تماس پیدا کند، ایجاد ریشه‌های نابجا می‌کند. شما می‌توانید یک چوب بلند را تهیه کرده و اطرافش را با خزه پوشش داده و از آن به عنوان قیم استفاده کنید. در صورتی که خزه‌ها را خیس کنید، ریشه‌های نابجا ظاهر گشته و به داخل خزه‌ها نفوذ می‌کنند. (شکل یک) با ظاهر شدن ریشه‌های نابجا می‌توانیم مواد غذایی را نیز در آب حل کرده و به این ترتیب آب و کود را در
اختیارش قرار دهیم. در فصول گرم (بهار و تابستان) هر بیست روز یک بار به کود تقویتی احتیاج دارد.
انعطاف‌پذیری ساقه‌های سینگونیوم به ما اجازه می‌دهد تا هر طور که بخواهیم آن را تربیت کرده و به آن شکل بدهیم. ضمناً افزایش ریشه‌های نابجا موجب استحکام بیشتر گیاه می‌شود.

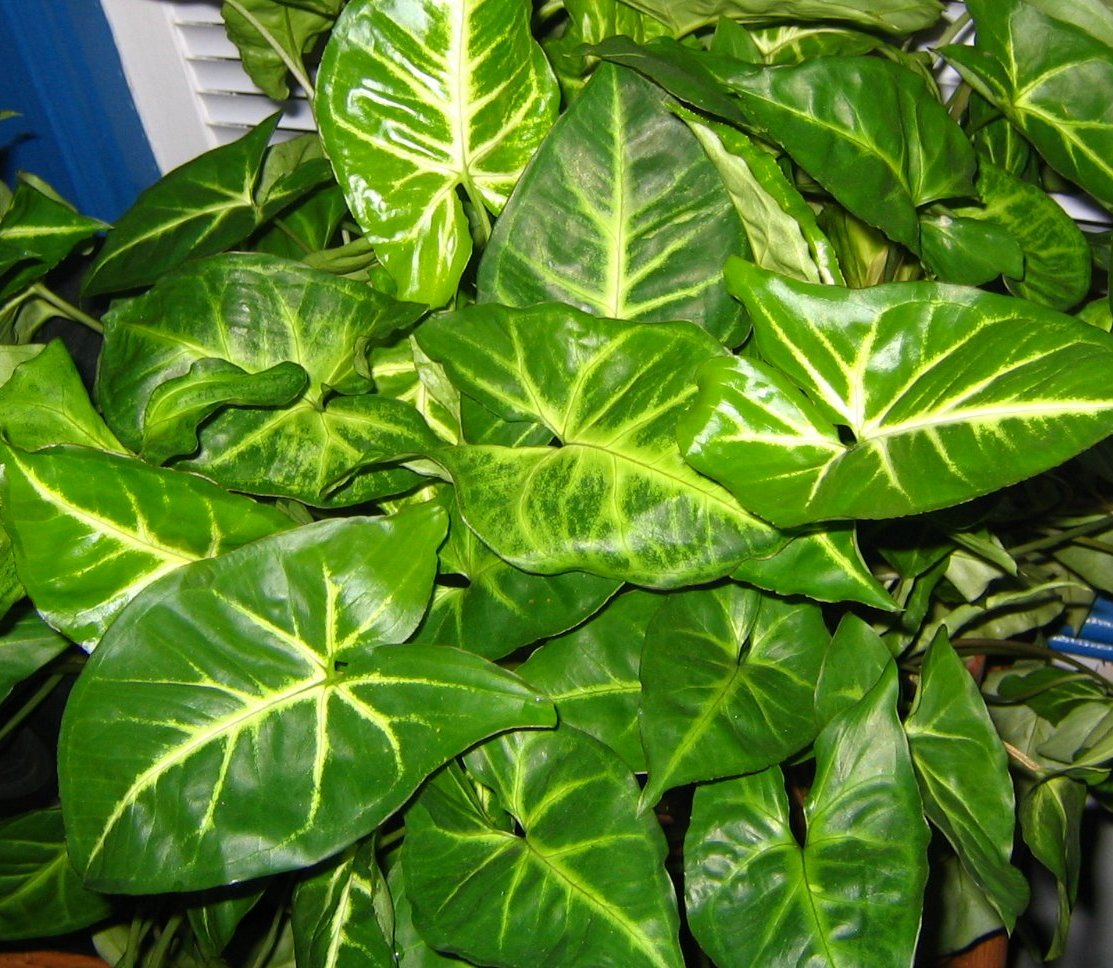

## آبیاری
هر وقت که خاک گیاه به عمق ۵ سانت خشک شد با اب بدون املاح(تصفیه،بدون کلر) آبیاری شود.که به مراتب در فصل پاییز و زمستان باید کاهش یابد.
اسپری آب از فاصله نیم متری با توجه به رطوبت شهر جهت شادابی گیاه هر چند روز یکبار انجام دهید.

## نور
به نور سایه روشن نیازمند است. به طور کلی نور کم برای سینگونیوم به مراتب بهتر از نور زیاد است. آفتاب تند موجب سوختگی نوک برگ‌ها و رنگ‌پریدگی می‌شود. در فصل تابستان آن را از کنار پنجره‌های آفتاب‌گیر دور کنید.

## گرما
در زمستان نباید هوا خیلی سرد شود. درجه حرارت مناسب برای سینگونیوم در زمستان ۱۵ درجه سانتی‌گراد است، اما در تابستان گرمای بیش از ۲۱ درجه سانتی‌گراد ممکن است آزاردهنده باشد. در اثر گرمای زیاد برگ‌هایش قهوه‌ای می‌شوند. در این صورت باید برگ‌های قهوه‌ای را قیچی کنید. گیاه را به محل خنک ببرید و به آن آب بیشتری بدهید.

## مراقبتهای لازم
گاهی ساقه‌های سینگونیوم بیش از اندازه بلند شده و تعداد برگهایش کم می‌شوند. در این حالت فاصله میان برگها زیاد می‌گردد. این موضوع که موجب زشت شدن گیاه می‌شود، به دلیل تاریکی محیط است. با قرار دادنِ گلدان در محل سایه روشن این حالت را از بین ببرید.
در سینگونیوم‌های بزرگ برگ‌های پایینی زرد گشته و می‌ریزند، زیرا آنها در دوره رشد، به مواد غذایی بیشتری نیاز خواهند داشت. با استفاده از مواد غذایی کمکی آنها را تقویت کنید.
اگر ملاحظه کردید که گیاه شما به طور بی‌رویه رشد کرد و برگهایش کم شد، نگران نشوید. ساقه‌های بلندش را قیچی کرده و از این ساقه‌ها برای ازدیاد گیاه به روش قلمه ساقه استفاده کنید. تابستان زمان مناسبی برای تکثیر سینگونیوم است. نه تنها با استفاده از ساقه‌هایش و قرار دادنِ این ساقه‌ها در آب یا ماسه، ازدیاد می‌یابد، بلکه از ریشه‌های نابجایی که روی ساقه‌هایش ظاهر می‌شوند، می‌توان آن را زیاد کرد. برای تکثیر با استفاده از ریشه‌های نابجا ساقه‌هایی که تولید ریشه‌های نابجا کرده‌اند، بریده شده و به گلدانی که با مخلوطی از ماسه، خاک و خاک‌برگ پر شده، منتقل می‌کنیم.

## آفات
کنه‌های قرمز مهمترین آفت این گیاه هستند. کنه‌ها در قسمت پشت برگها، تارهایی بسته، و موجب زرد شدن برگ‌ها می‌شوند. برگ‌های آفت‌زده را با آب بشویید.